# Chris Huggett
Chris Huggett (1949 – 22. Oktober 2020) war ein britischer Ingenieur, der als Entwickler und Designberater für eine Reihe von Audiotechnikfirmen tätig war und wesentlichen Einfluss auf die Entwicklung elektronischer Synthesizer hatte. Er gründete unter anderem die Oxford Synthesiser Company und wirkte bei Novation Digital Music Systems.

## Leben

### Electronic Dream Plant

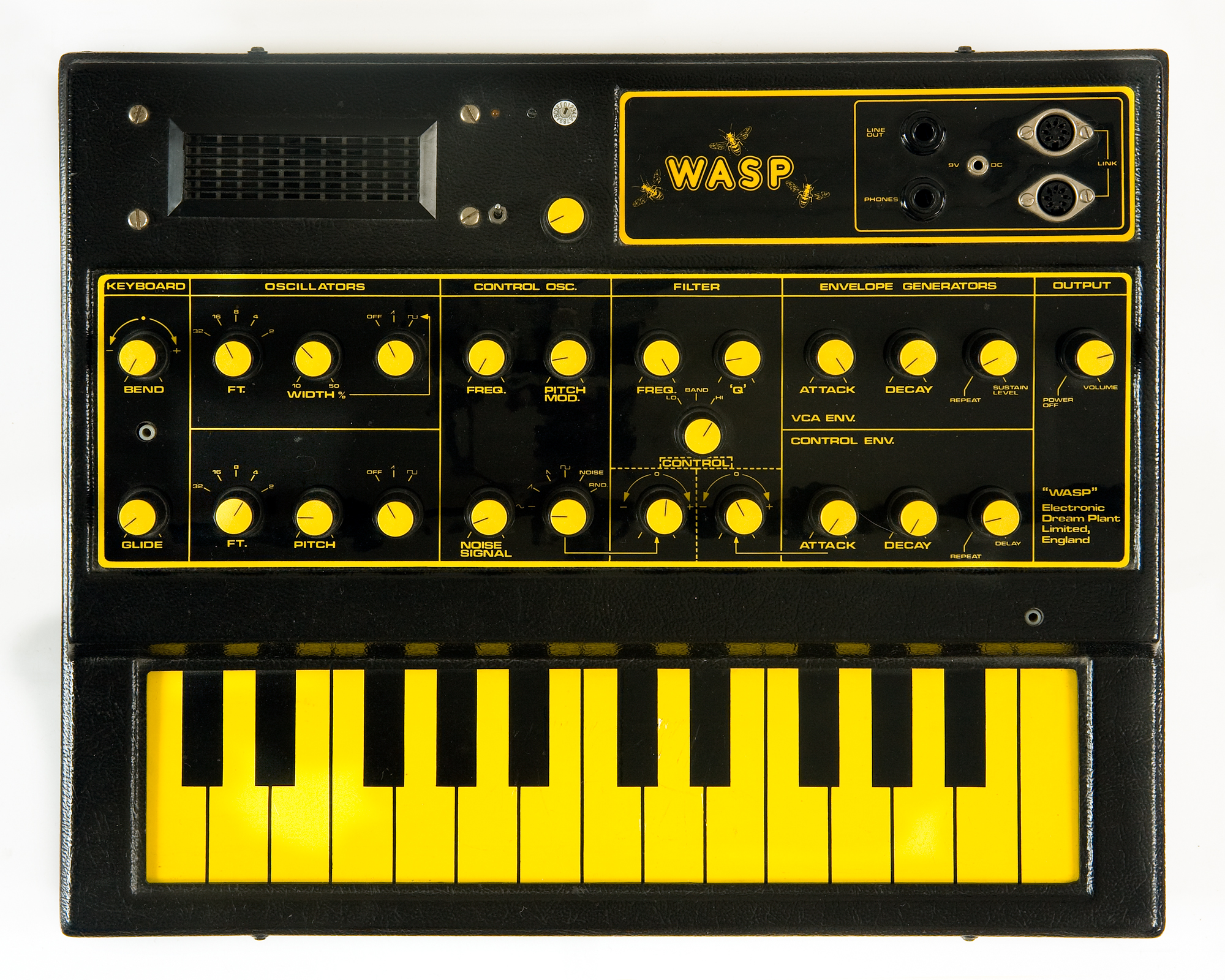
EDP WASP

Im Jahre 1977 hatte Huggett bereits für den Tonbandhersteller Ferrograph und in der Abteilung für digitale Mehrspurtechnik bei 3M sowie als freiberuflicher Studiotechniker gearbeitet. Er traf sich mit dem Synthesisten Adrian Wagner, einem Nachkommen von Richard Wagner, welcher Ideen für einen preiswerten Synthesizer hatte. Electronic Dream Plant (abgekürzt als EDP), eine britische Firma zur Herstellung von Klangerzeugern, wurde in Oxfordshire gegründet.
Huggett entwarf 1978 das erfolgreichste Produkt von EDP, den Wasp, einen Synthesizer mit einem hybriden Design. Hierbei handelt es sich um einen digitalen Oszillator, DCO, Digitally Controlled Oscillator und ein analoges Filter VCF. Der Wasp verfügt über eine einzigartige Kontakttastatur ohne bewegliche Teile und war mit einem Preis von 199 Pfund (heute ca. 1170 GBP) nicht einmal halb so teuer wie vergleichbare Synthesizer zu dieser Zeit.
Huggett entwarf später den Spider-Sequenzer und den Gnat-Synthesizer, bevor EDP um 1982 herum aufgelöst wurde.

### Oxford Synthesiser Company (OSC)

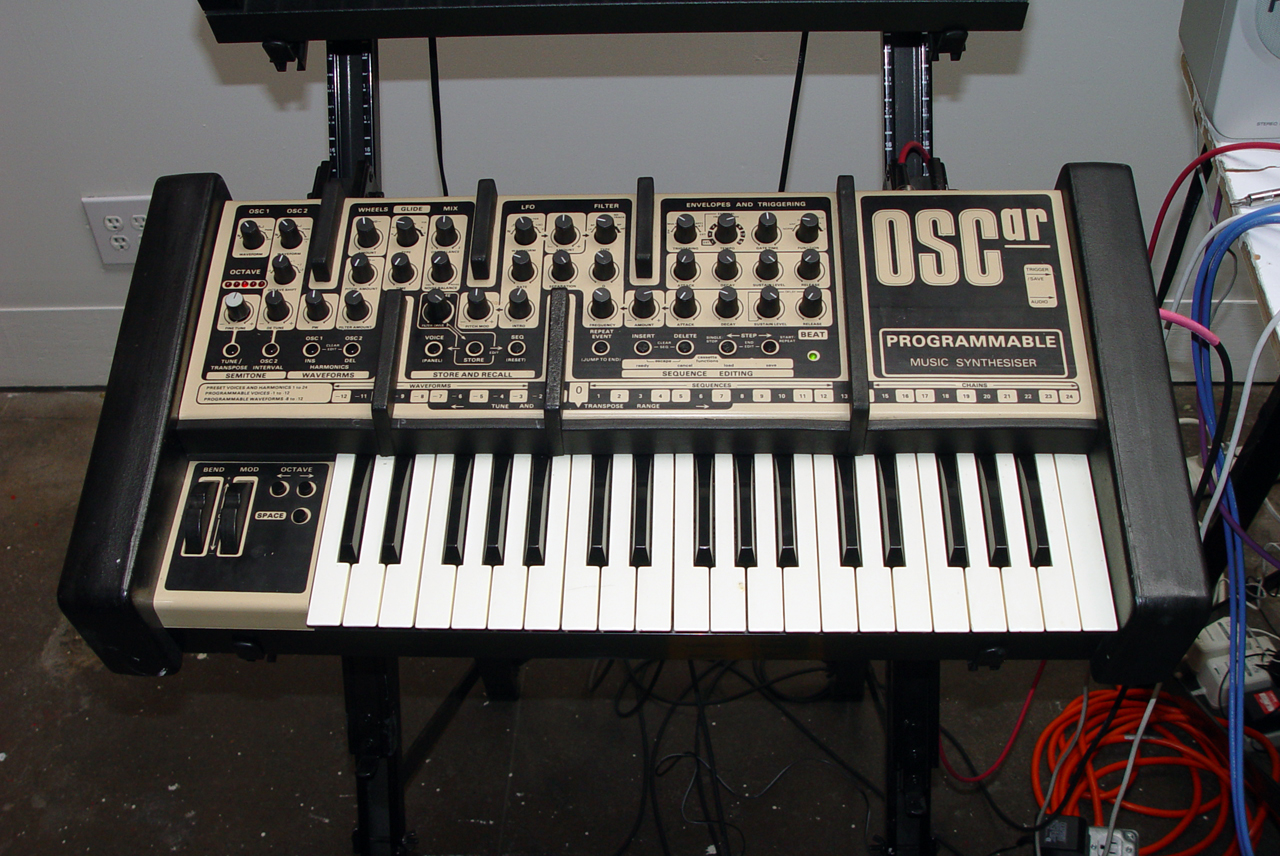
OSC OSCar

Nach EDP gründete Huggett die Oxford Synthesiser Company (OSC) mit Finanzierung und Management durch seine Eltern. Zusammen mit Paul Wiffen und Anthony Harris-Griffin entwarf er den OSC OSCar. Der OSCar sollte ein erschwinglicher und dennoch anspruchsvoller Performance-Synthesizer mit modernsten Sounds sein. Der OSCar war ein umfangreicherer Synthesizer als der Wasp, mit zwei digitalen Oszillatoren und einer vollwertigen Drei-Oktaven-Tastatur. Der OSCar war auch einer der ersten digital programmierbaren Synthesizer und enthielt sowohl einen Arpeggiator als auch einen Step-Sequenzer.

### Akai Professional

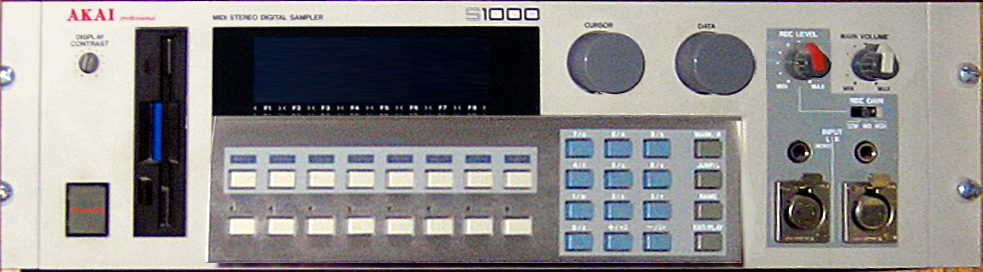
Akai S1000

Huggett wechselte später zu Akai, wo er zusammen mit David Cockerell arbeitete und das Betriebssystem für den weithin bekannten Sampler AKAI S1000 schrieb. Huggett entwickelte für Akai auch an weiteren Modellen der Akai-Rack-Sampler, einschließlich des S3200, dessen Betriebssystem er 1993 fertigstellte.

### Novation Digital Music Systems

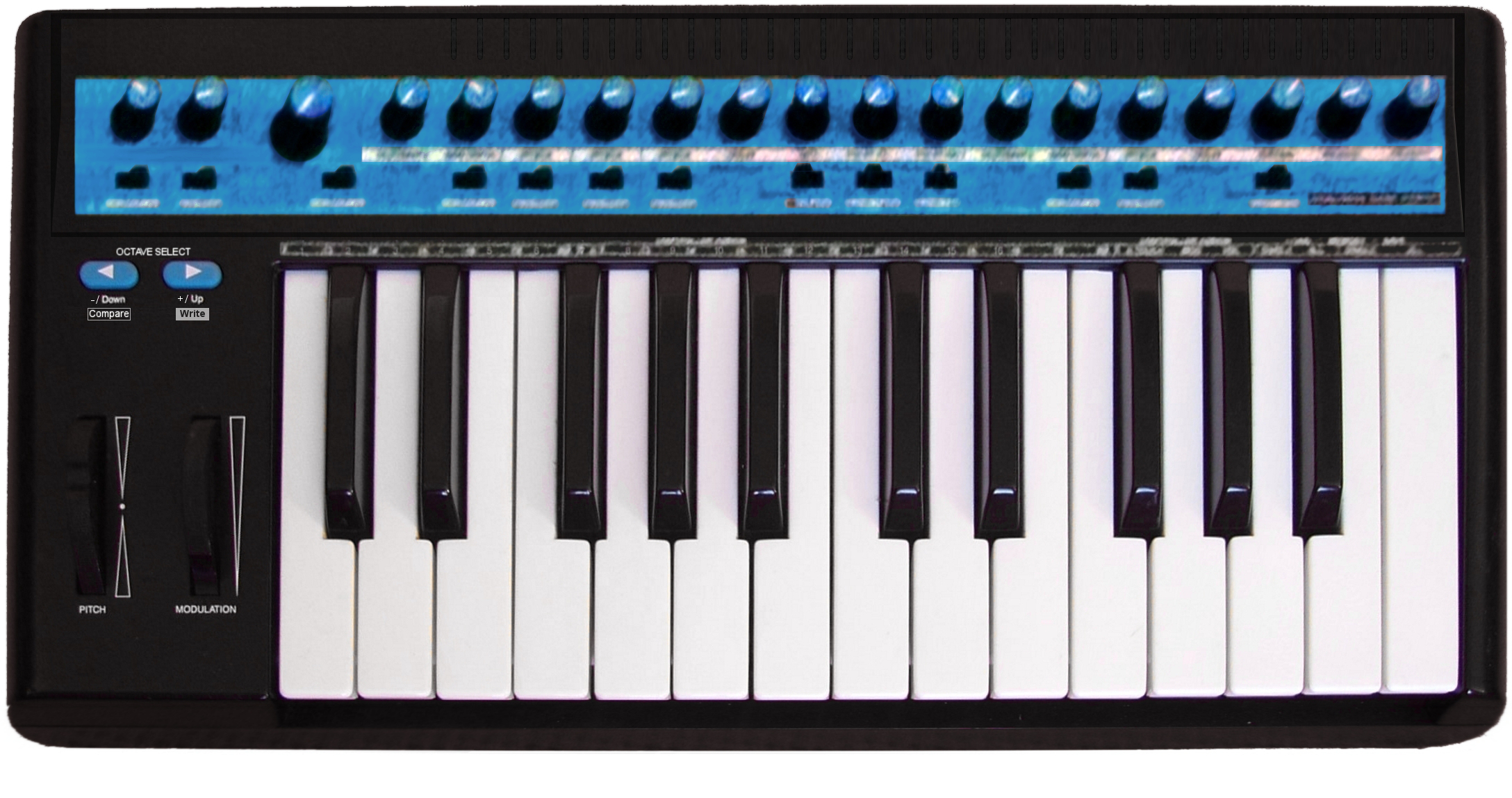
Novation Bass Station

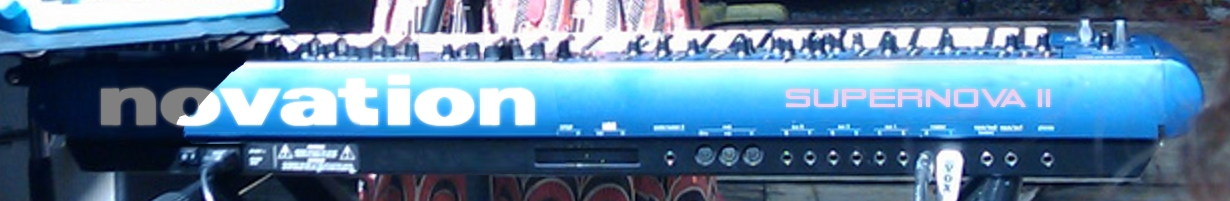
Novation Supernova

Während seiner Tätigkeit bei Akai stand Huggett den Novation-Gründern mit Rat und Tat zur Seite und arbeitete an der Entwicklung der BassStation mit, die ähnliche Oszillatoren und Filter wie der Wasp verwendete. Später wechselte er auf Betreiben von Ian Jannoway hauptberuflich zu Novation, um den Novation Supernova zu entwickeln. Huggetts Engagement bei Novation setzt sich seitdem bei vielen Hardware-Synthesizern und MIDI-Controllern fort, darunter die Nova-Familie, die Bass Station II, die Peak- und Summit-Synthesizer sowie die ReMOTE- und ReMOTE SL-Serie von MIDI-Controllern.

## Tod
Huggett starb am 22. Oktober 2020 an einer Krebserkrankung.

## Bibliographie
- Vintage Synthesisers, Mark Vail, Paul Wiffen. Miller Freeman, 1993, ISBN 978-0-87930-275-7 (englisch).
- Mark Vail: Vintage Synthesisers. Backbeat Books, 2000, ISBN 978-0-87930-603-8 (englisch, google.com).
- Julian Colbeck: Keyfax Omnibus Edition. MixBooks, 1996, ISBN 978-0-918371-08-9 (englisch).